# 一次又一次 (辛蒂·羅波歌曲)
《一次又一次》（Time After Time）是美國女歌手辛蒂·羅波在1984年3月份發行的單曲，這首歌曲在美國告示牌單曲榜及當代成人抒情榜雙雙摘冠，成為辛蒂·羅波首支全美冠軍單曲。〈一次又一次〉不只排行成績亮眼，美國地區的單曲銷售也超過100萬張，歌曲本身更被提名第27屆葛萊美獎「最佳年度單曲」（Song of the Year），但最後敗給了蒂娜·透娜（Tina Turner）。

## 資料

### 單曲簡介
〈一次又一次〉收錄於辛蒂·羅波個人首張錄音室專輯《她非比尋常》（She's So Unusual）中，辛蒂·羅波也是這首歌曲的創作者之一，這是一首講述情人間相處的情歌，歌詞中以時鐘的時針和分針來比喻情人之間的相互競逐，真切的文字搭配優美悅耳的旋律，經過辛蒂·羅波獨特嗓音誠摯的詮釋，十分容易觸碰聽者的心弦。

### 商業成績
〈一次又一次〉是從專輯《她非比尋常》中第二首推出的單曲，第一首單曲〈女孩只想玩樂〉已在告示牌單曲榜摘下第2名的好成績。〈一次又一次〉在1984年4月14日進入單曲榜，首週成績為第53名，當週〈女孩只想玩樂〉尚停留在第11名。〈一次又一次〉在進榜後名次不斷向上攀升，6月9日登上榜首位置並蟬聯兩週冠軍，成為辛蒂·羅波首支全美冠軍單曲，這首單曲除了在單曲榜奪冠，它在當代成人抒情榜也奪下3週冠軍，成為辛蒂·羅波在該榜的唯一一首冠軍單曲。〈一次又一次〉於2014年重新混音，在告示牌舞曲榜獲得第2名。這首單曲經兩次向RIAA申請認證，分別為1989年和2005年各50萬張，累計為1白金。
〈一次又一次〉在英國單曲榜獲得第3名的成績。

### 獎項記錄評價
〈一次又一次〉為辛蒂·羅波首支全美冠軍單曲，也是她兩首冠軍單曲中銷售量最高的，它不但讓世人了解了辛蒂·羅波在怪異作風底下的另外一面，也呈現了她那感性細膩的唱功。〈一次又一次〉在其後數十年被重新翻唱的次數不下數十次，其中較有名的翻唱者為火柴盒20合唱團（Matchbox Twenty）、艾諾珍（INOJ）、風與浪合唱團（The Wind and The Wave）以及Quietdrive樂團等等。

## 資料來源
1. ↑  .   [2016-12-09]. （原始内容存档于2017-02-01）.
2. ↑  .   [2016-12-09]. （原始内容存档于2016-12-26）.
3. ↑  .   [2016-12-09]. （原始内容存档于2017-01-29）.
4. ↑  .   [2016-12-13]. （原始内容存档于2016-11-23）.
5. ↑  .   [2016-12-13]. （原始内容存档于2016-09-16）.
6. ↑  .   [2016-12-13]. （原始内容存档于2019-12-04）.
7. ↑  .   [2016-12-13]. （原始内容存档于2020-10-27）.
8. ↑  .   [2016-12-13]. （原始内容存档于2021-11-21）.
9. ↑  .   [2016-12-18]. （原始内容存档于2022-04-28）.
10. ↑  .   [2016-12-13]. （原始内容存档于2016-11-09）.